# ジーノ・セガーズ
ジーノ・セガーズ（Geno Segers, 1978年3月4日 - ）は、アメリカ合衆国出身の俳優である。

## 出演作品
- KING兄弟（メイソン）
- バンシー (チェイトン・リトルストーン)
- ジーク アンド ルーサー
- ホワイトカラー
- イエロー・ストーン